# محمد لطفي جمعة
محمد لطفي جمعة (1304 هـ / 18 يناير 1886م - 1373 هـ / 15 يونية 1953م)  هو كاتب ومترجم وروائي ومحامي وناشط سياسي مصري، وهو ابن الشريف جمعة أبي الخير شرف الدين الإسكندري الحسيني والسيدة خديجة محمود السنباطي، عمل بالمحاماة وأصبح من كبار محاميي عصره، كما كان من كبار الكتاب والخطباء والمترجمين. كان عضواً بالمجمع العلمي العربي بدمشق  وكان يجيد الفرنسية والإنجليزية  كما كان له المام بلغات أخرى كالإيطالية واللاتينية والهيروغليفية.

## نشأته وتعليمه

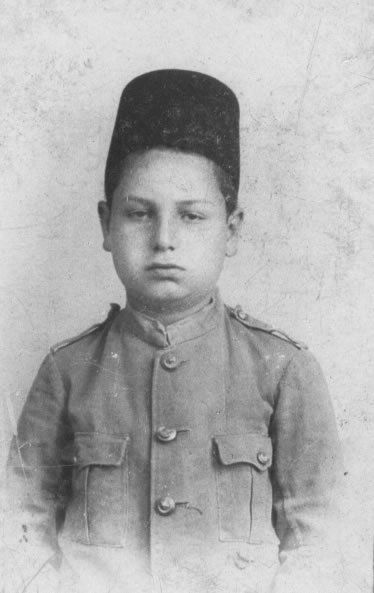
محمد لطفي جمعة وعمره 9 سنوات

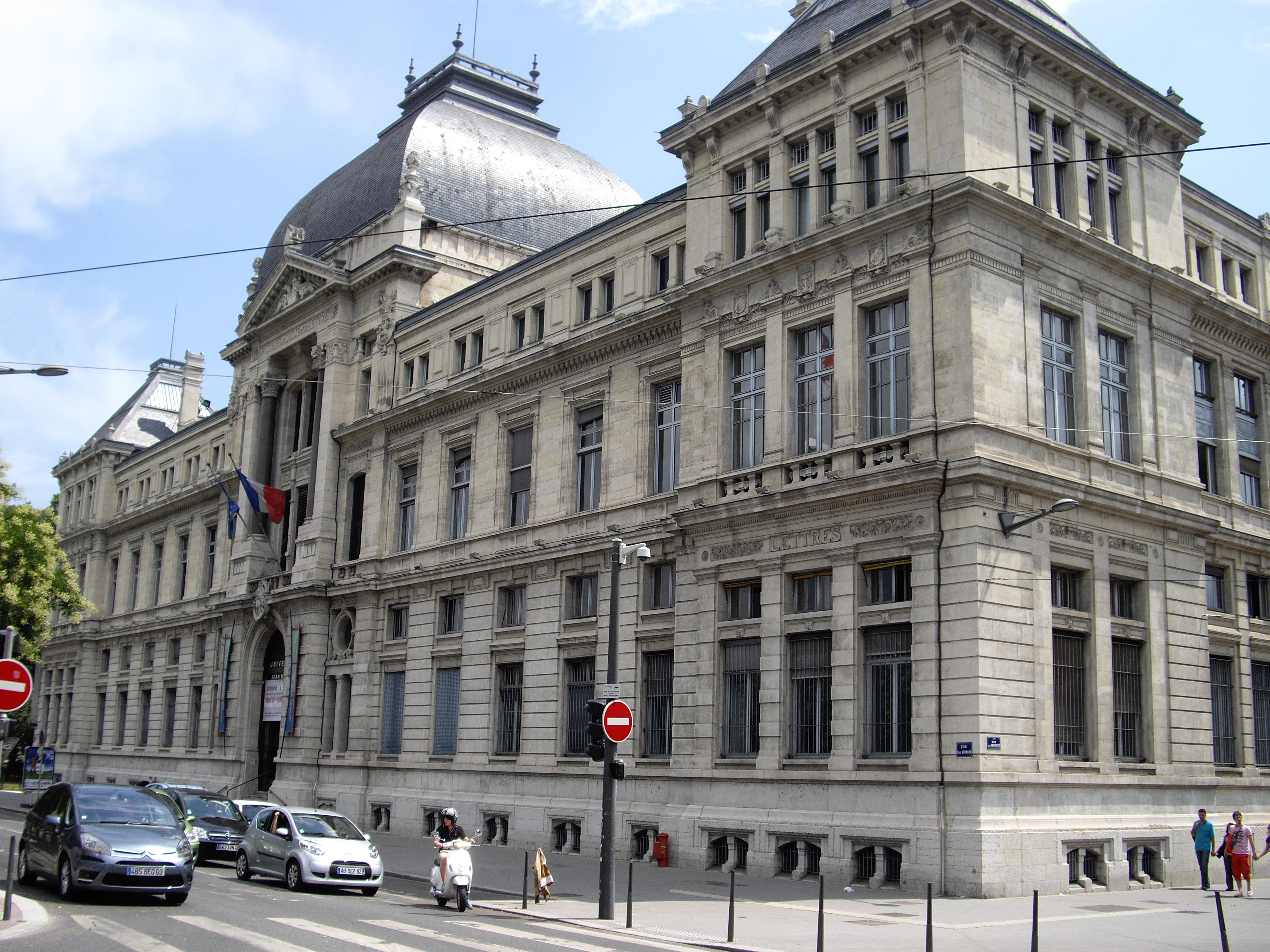
جامعة ليون

ولد محمد لطفي جمعة بالإسكندرية بحي كوم الدكة في يوم 18 يناير سنة 1886م لوالدين من الطبقة الوسطى وقامت بإرضاعه السيدة ملوك بنت عيد والدة الشيخ سيد درويش فأصبح بذلك أخاً لسيد درويش في الرضاعة. انتقلت أسرته إلى مدينة طنطا حيث التحق بمدرسة الأقباط بها ثم انتقل إلى المدرسة الأميرية من عام 1896م إلى عام 1900م ونال منها على الشهادة الابتدائية ثم انتقل إلى القاهرة ليلتحق بالمدرسة الخديوية الثانوية في درب الجماميز حيث أنهى تعليمه الثانوي. في عام 1903م توفيت والدته وسافر إلى بيروت حيث التحق بالكلية الأمريكية لدراسة الفلسفة ثم عاد إلى مصر لينال إجازة مدرسة المعلمين في عام 1904م. حصل على شهادة البكالوريا في عام 1907م التحق بمدرسة الحقوق الخديوية في عام 1908 إلا أنه فصل منها إثر إلقائه خطبة في الذكرى الأربعين لوفاه مصطفى كامل أغضبت إدارة المدرسة وطلبت منه على أثرها الانسحاب من صفوفها فسافر إلى فرنسا والتحق بجامعة ليون في أبريل من عام 1908م (لعهد عميدها إدوارد لامبير الحقوقي الفرنسي الشهير وأستاذ القانون المقارن والذي كان يشغل قبل ذلك منصب عميد مدرسة الحقوق الخديوية حتى عام 1906) وأحرز إجازة الحقوق في سنة 1910م. ثم اجتاز امتحان المعادلة في عام 1912 وقيد بجداول المحامين ثم سافر إلى فرنسا ثانيةً للحصول على الدكتوراه من كلية الحقوق بليون في نهاية عام 1912 وعاد إلى القاهرة ليبدأ العمل بالمحاماة.

## التدريس
عمل محمد لطفي جمعة بالتدريس في فترتين من حياته، الأولى فور حصوله على إجازة مدرسة المعلمين في 1904 وهي فترة دامت قرابة ثلاث سنوات (1904-1907) فعين مدرساً بمدرسة القربية الابتدائية ثم مدرسة حلوان الابتدائية وكان من تلامذته عبد الرحمن عزام وعبد الرحمن الساوي وأولاد إدريس راغب وأولاد عمر لطفي وقد اجتمع ببعضهم لاحقاً في أوروبا واحتفظ بعلاقته بهم طوال حياته.
الفترة الثانية في عام 1917م - وكان قد أكمل دراساته في فرنسا - عندما قام بتدريس مادة القانون الجنائي في قسم الحقوق بالجامعة المصرية وقد طبع محاضراته بها في كتاب «مقدمة قانون العقوبات ومبادئ العلوم الجنائية»

## العمل السياسي

### لقاء مصطفى كامل والانضمام للحزب الوطني

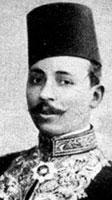
مصطفى كامل

التقى بمصطفى كامل ومحمد فريد أثناء عطلة امضاها بمدينة لوزان بسويسرا عام 1906 فتأكدت بينهم صداقة متينة أدت إلى انضمامه للحزب الوطني لاقتناعه أن مؤسسه على حق.

### العمل في الصحافة
عمل محرراً في جريدة الظاهر المملوكة لمحمد أبو شادي في عام 1905م إلا أن القاؤه لخطاب في يناير 1906 بمناسبة عيد جلوس الخديوي عباس حلمي الثاني شرح فيه سياسة الوفاق وانتقد استسلام القصر للاستعمار أغضب الخديوي عباس حلمي ففصل من الجريدة، فانتقل إلى جريدة اللواء وكان أجره جنيه واحد لكل مقال. وعمل مع مصطفى كامل في تحرير الجريدة ثم أنشأ مصطفى كامل جريدة Egyptian Standard وعينه محرراً لها مع تشارلز رودي ووليام مالوني.

#### مقالاته وآراؤه
استمر لطفي جمعة في كتابة المقالات والدراسات في شتى المجالات في معظم الدوريات مثل المقتبس، البيان، الأهرام، البلاغ، البلاغ الإسبوعي، المساء، مجلة المجمع العلمي العربي بدمشق، السياسة، الرابطة العربية، الأدب والفن بلندن، الكتاب، الزمان، وغيرها. وكان له عامود باسم لعل وعسى في البلاغ طوال حياته، فكتب آلاف المقالات في هذه الدوريات في الفترة من 1904 وحتى أواخر 1948 تاريخ بداية مرضه.
دعا في كتابه حياة الشرق 1932 إلى حوار الحضارات والتعاون بين الشعوب في مجال العمل بالعلم والثقافة وسيادة المحبة بين الأمم، ونادى بمجانية التعليم عندما قال في جريدة البلاغ في مايو سنة 1930: «هل يخطر ببال أحد في مصر أن ينادي بوجوب مجانبة التعليم الثانوي أو العالي» كما وضع أول قاموس مصري للغات السرية وأطلق عليها الملاحن «أي السيم» جامعا فيه نماذج من ملاحن المهن المختلفة. ونبه في روايته عائدة التي نشرت في حلقات بالبلاغ 1933 إلى قانون الأحوال الشخصية وتعزيز حياة الأسرة الإسلامية بعدم انفراد الزوج بالطلاق، وفصل هذا في مقال له بمجلة الرابطة العربية 1938 بوجوب التشريع لتقييد تعدد الزوجات، وأشار في البلاغ 1933 إلى أهمية إقامة نصب تذكاري للجندي المجهول، وطالب في الأهرام سنة 1923 بتخصيص قضاة للقضاء الجنائي وغيرهم للقضاء المدني، كما نادى سنة 1934 في البلاغ بتزيين قاعات المحاكم بالميزان رمز القضاء المدني والسيف رمز القضاء الجنائي دلالة على العدل، إلى جانب الآيات القرآنية بدلا من عبارة العدل أساس الملك، وسبق الكثير من المترجمين في ترجمة حكم الوزير المصري القديم بتاح حوتب 1912 وترجمة فصول من كتاب الواجب لجون سيمون 1912 وترجمة كتاب الأمير لميكيافيللي 1912 وترجمة مائدة أفلاطون 1920 وترجمة روضة الورد (الگلستان) للشاعر الفارسي سعدي الشيرازي 1912 وترجمة حكم نابليون 1912 وترجمة العديد من روايات كونان دويل في سلسلة مسامرات الشعب. كما أنه أول من نادي بإنشاء نقابة للمسرحيين 1916 ودعا على صفحات المقطم 1916 إلى إنشاء وزارة للفنون الجميلة، وطالب على صفحات البلاغ بإنشاء متحف اجتماعي على غرار المتاحف الاجتماعية في أوروبا.

### مؤتمر الشبيبة المصرية - جنيف 1909
سافر لطفي جمعة إلى فرنسا ليلتحق بكلية الحقوق بجامعة ليون عقب فصله من مدرسة الحقوق الخديوية إلا أنه لم ينقطع عن العمل السياسي أثناء إقامته بفرنسا فشارك في مؤتمر الشبيبة المصرية والمؤتمر الوطني المصري واللذان انعقدا في جنيف وبروكسل على التوالي في عامي 1909 و 1910 وهناك شارك إلى جانب محمد فريد وأحمد لطفي السيد وآخرون في عرض القضية المصرية ورغبة مصر في الحرية والاستقلال وقد كان للطفي جمعة حضوراً قوياً في مؤتمر الشبيبة المصرية الذي انعقد في جنيف في سبتمبر سنة 1909 والذي شارك فيه الحزب الوطني برئاسة محمد فريد.

### ويلفرد سكوين بلنت

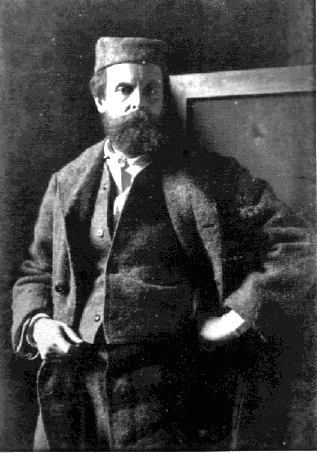
ويلفرد سكوين بلنت

وفي أثناء التحضير لمؤتمر الشبيبة المصرية في جنيف توجه لطفي جمعة إلى بريطانيا ليلتقي بصديقه حامد العلايلي والذي كان يدرس بجامعة أكسفورد وقاما بزيارة الشاعر الإنجليزي والمفكر السياسي ويلفرد سكوين بلنت والذي عرف بمعارضته للإمبريالية البريطانية ومساندته لعرابي إبان الثورة العرابية وعرف أيضاً بارتياد مجالس الشيخ محمد عبده وكان محمد عبده يقول عنه أنه «مجرد نبيل إنكليزي مخلص لمصر وللعرب والإسلام والإنسانية». وقضيا ليلتهم في مزرعته وتركا المنزل في الصباح تفادياً لمقابلة ونستون تشرشل الذي كان في طريقه لزيارة بلنت ولم يجدوا نفعاً من مقابلته وذلك لموقف تشرشل المعروف بتأييده للاستعمار الإنجليزي في مصر والهند.
دامت علاقة لطفي جمعة ببلنت طوال حياة بلنت وقد تأثر به لطفي جمعة كثيراً ودون في مذكراته محاوراته مع بلنت وآراءه حول مختلف القضايا الوطنية. كما دون بلنت الكثير من مراسلاته مع لطفي جمعة. ويوجد في أرشيف مكتب بريد
وست سسيكس في إنجلترا سجل ب-203 خطاب متبادل بين لطفي جمعة وبلنت.

### الرد على خطاب كير هاردي في مؤتمر الشبيبة المصرية
| محمد لطفي جمعة                          | اليوم هائل جداً! ألقى كير هاردي Keir Hardie خطبته المنتظرة في حفل حاشد لم أر أكثر منه عددا، فأنحي على مصر باللائمة ومدح كرومر والاحتلال وامتن علينا بالإصلاحات في الري والزراعة، فخابت آمالنا ودهش أعضاء البرلمان وصفق له الجميع ونجح نجاحاً بالغاً وفي الحال نهضت وطلبت الكلمة فرفض محمد فهمي، فرجوته أن أقول كلمة لشكر الرجل، وهذه حيلة مني، ولما وقفت دهش الناس الذين سكروا بكلام الزعيم دون أن يفهموا مغزاه، فألقيت خطبة من نار ورددت عليه كل آرائه كلمة كلمة وقلت له أنت جئت تسمعنا مدح في كرومر ومدحاً فالاحتلال وليس هذا أملنا فيك، هذه صورة طبق الأصل من كلام الإنجليز في مصر وأنت زعيم حزب العمال تقول الحق وتدافع عن الحرية، وهنا لم تقل الحق ولم تدافع عن الحرية، بل قويت ساعدهم علينا، فنحن لا نقبل هذا الكلام، وإن الذين صفقوا لك لم يفهموا الإنجليزية ولا يمكنني أن أترك هؤلاء الناس في حيرتهم، نحن نطلب الحرية والاستقلال كاملاً ولا نرضى بهما بديلا، وإذا كنا نقبل النصح بالصبر والرضا فلما إذاً عقدنا هذا المؤتمر؟ وهل نسيت حادثة دنشواي سنة 1906 وتقييد الصحافة وحبس الزعماء وفيهم جاويش الذي في السجن؟ فحدثت موجة من الجنون في المؤتمر وهللوا وصفقوا وحدث اضطراب شديد وهرب هاردي بدعوى أنه غضبان. | محمد لطفي جمعة |
| — مذكرات محمد لطفي جمعة، محمد لطفي جمعة | |                |

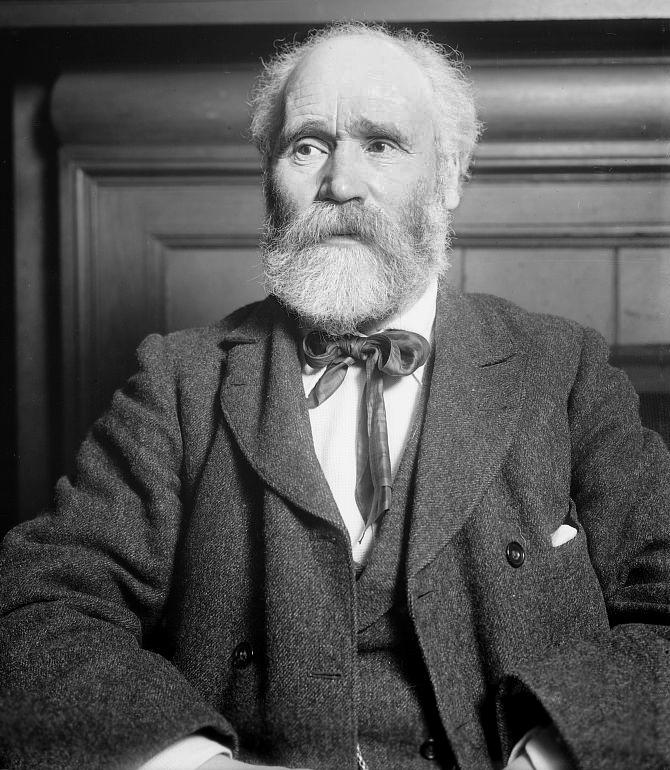
كير هاردي

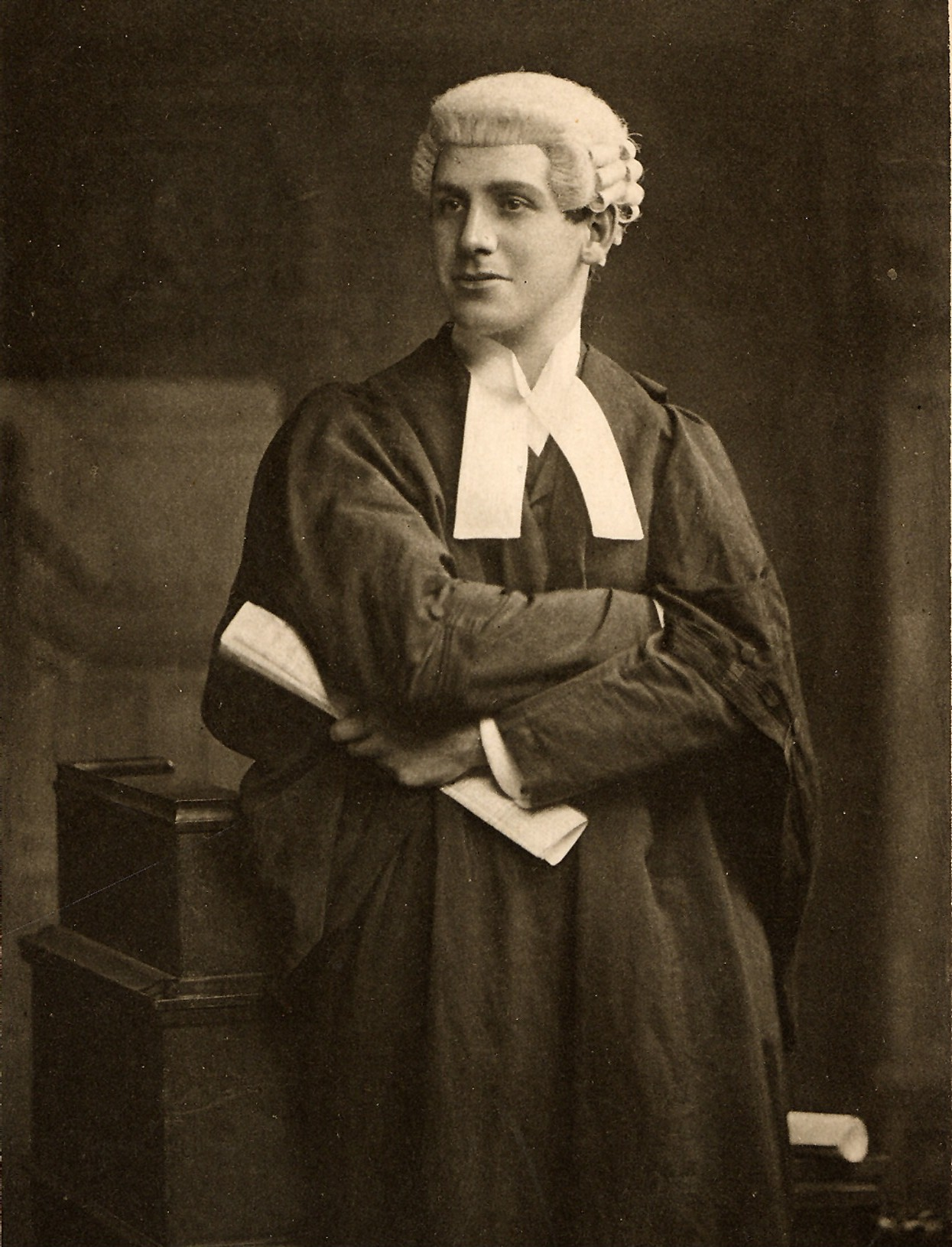
توماس كتل

وقد ذكر ويلفرد سكوين بلنت هذه الواقعة في مذكراته:
| محمد لطفي جمعة                                                        | إنها فقط خطبة جمعة الشجاعة التي قلبت عليهم (يقصد الخديوي وأعوانه) الطاولة. | محمد لطفي جمعة |
| — My Diaries; Being A Personal Narrative Of Events، ويلفرد سكوين بلنت |                                                                            |                |

### تعليق توماس كتل
سجل توماس كتل الصحفي وا النائب في البرلمان البريطاني عن دائرة شرق تايرون بأيرلندا الشمالية وقائع اليوم الثاني لمؤتمر جنيف:
| محمد لطفي جمعة                      | واجبي ليس التقييم، ولكن مجرد سرد وقائع وحقائق، ودون الخوض في تفسير غريب للصورة التي ظهر بها السيد هاردي وكأنه أحد المحافظين، لم يبق لي إلا أن أقول إن ما أن شرع محمد لطفي جمعة في خطابه، إلا وزاد المد والجزر من العاطفة ارتفاعاً وارتفاعاً في المؤتمر، وعاد إلى كرسيه وسط وابل من الاضطرابات والهتافات. الطرابيش القرمزية تتطاير في طريقها إلى المنصة، ومجموعات من الطلاب القوا بأنفسهم على ما يعانقوه، ويقبلون يديه. " مازيني مصر!" صاح أحدهم بجانبي في الحشد. مما لا شك فيه أنه أحد رجال المستقبل. صغير الحجم، مع شارب متدل، يتحرك بطاقة مكثفة فتتوقع أن ترى شرارات كهربائية تقفز خارجة منه. أنه يتحدث الفرنسية والإنكليزية والعربية بنفس الطلاقة والدقة. سريع البديهة، وعلى عكس منافسيه، خفيف الظل. | محمد لطفي جمعة |
| — The Day's Burden P.112، توماس كتل | |                |

### المؤتمر الوطني المصري - بروكسل 1910
بحلول عام 1910 رفضت السلطات الفرنسية إقامة المؤتمر الوطني المصري على أراضيها خوفاً من إغضاب بريطانيا وذلك حين استدعى ارستيد برياند رئيس وزراء فرنسا ووزير داخليتها آن ذاك كلاً من محمد فريد ومحمد لطفي جمعة وحامد العلايلي في مكتبه ليبلغهم رغبة فرنسا في عدم انعقاد المؤتمر على أراضيها واقترح عقد المؤتمر في سويسرا أو في لوكسمبورغ، فانعقد المؤتمر الوطني المصري في بروكسل من ذات العام وقد دونت أعمال المؤتمر الوطني المصري في بروكسل في كتاب:
Œuvres du congrès national égyptien tenu a Bruxelles le 22, 23 et 24 septembre، Bruges, 1911, كما نشرت مجلة الطليعة الترجمة الكاملة للجلسات في إبريل، مايو، يونيو من عام 1969.

### المناضلين الهنود في المنفى

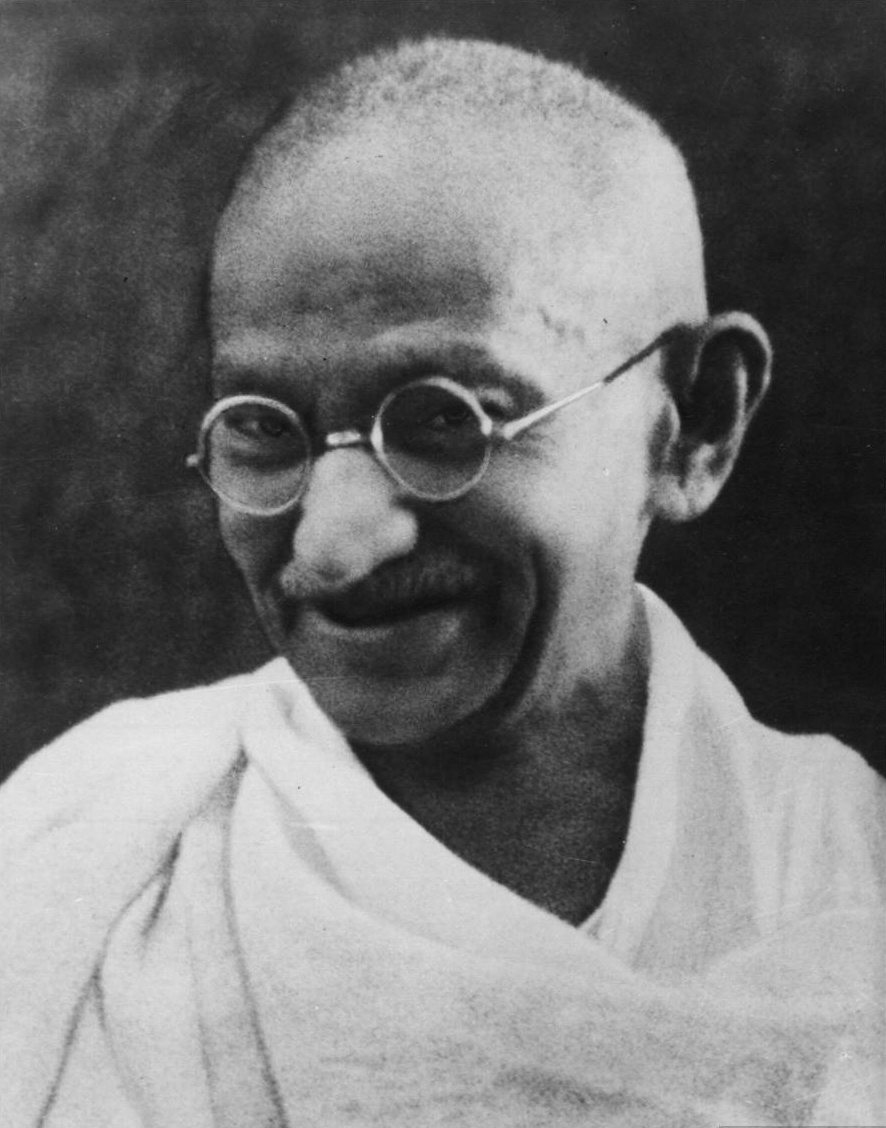
غاندي

أثناء التحضير للمؤتمر الوطني المصري التقى لطفي جمعة بعدد من الوطنيين الهنود والمهتمين بقضية التحرر من الاستعمار البريطاني وكان منهم: فينياك دامودر سفاركار وفرندرناث شدوباذايايا وهار ديال وشيامجي كريشنا فارما وبهيكيجي كاما وقد دوّن في مذكراته حواراته المختلفة مع العديد منهم وذلك أن كلا مصر والهند كانتا تحت الاحتلال البريطاني مما استدعى وقوف الثوار الهنود في المنفى بجانب الوطنين المصريين.

### لقاء غاندي
ظل لطفي جمعة مهتماً بالشأن الهندي متمنياً تحرر الهند واستقلاله حتى التقى في السابع من سبتمبر من عام 1931 بالزعيم الهندي مهاتما غاندي على ظهر سفينة الركاب البريطانية إس إس راجبوتانا في ميناء بور سعيد حيث كان غاندي متوجهاً إلى لندن لحضور مؤتمر المائدة المستديرة الثاني ودام اللقاء بينهما ثمانية ساعات:
| محمد لطفي جمعة                                                  | انكم في مصر تشبهون الهند في جهادكم ضد مبادئ الإمبراطورية البريطانية وإن كانت أقدام الإنجليز في بلادنا أرسخ وتاريخهم أطول وصفحتهم أكثر سواداً، ولذلك يجب عليكم في مصر أن تستهدوا بحركتنا كما أننا في الهند نستنير بحركتكم، فإن زعمائنا كثيراً ما ضربوا المثل بالإتحاد بين المسلمين والأقباط عندكم في مصر ودعوا أمتنا من هنادك ومسلمين إلى مثل هذا الاتحاد في الهند | محمد لطفي جمعة |
| — على ظهر سفينة الركاب البريطانية إس إس راجبوتانا، مهاتما غاندي | |                |

## العمل بالمحاماة

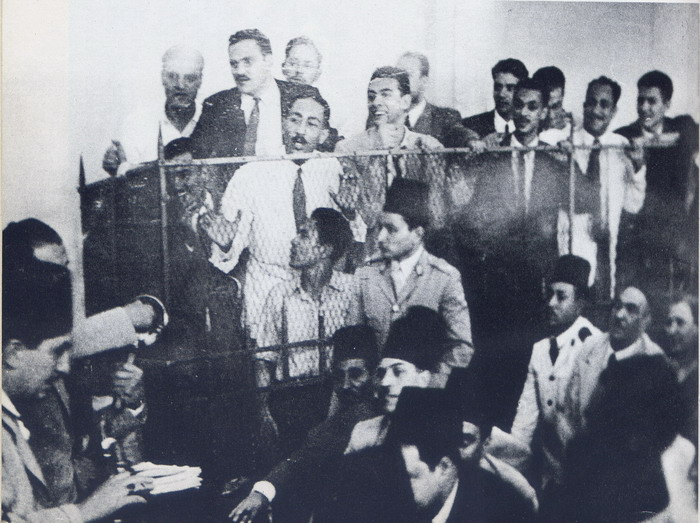
قضية مقتل أمين عثمان

فور عودته من فرنسا في عام 1912 بادر لطفي جمعة بإدراج اسمه في جداول المشتغلين بالمحاماة وأسس مكتباً بالقاهرة وفي عام 1915 تم قبوله للترافع أمام محكمة الاستئناف العليا ثم تم تقييد اسمه بجداول المحامين المقبولين للترافع أمام محكمة النقض في عام 1935. كان لطفي جمعة «ملء السمع والبصر» في حياته واشتهر بتفضيله القضايا الجنائية على القضايا المدنية وقد ترافع لطفي جمعة في مجموعة من أشهر القضايا التي عرفها المجتمع المصري آن ذاك ومنها قضية مقتل السردار لي ستاك وقضية القنابل في عام 1932 وقضية مقتل أمين عثمان مترافعاً بين آخرين عن أحمد وسيم خالد ومحمد أنور السادات.

### قضية مقتل أمين عثمان
كان أمين عثمان رئيساً لرابطة النهضة، وفي يوم الحادث سنة 1946 حضر إلى دار الرابطة التي تضم نادى فيكتوريا والرابطة حيث أُطلق عليه الرصاص في مدخل المبنى فلقى مصرعه، وكان من بين من زج بهم في الاتهام الرئيس الراحل محمد أنور السادات ومحمد إبراهيم كامل وزير الخارجية الأسبق وأحمد وسيم خالد نجل محمد خالد صاحب جريدة الدستور، وحسين توفيق ومصطفى كمال حبيشة وغيرهم، وكان من بين الاتهامات الموجهة إلى جميع المتهمين الاشتراك والاتفاق الجنائى بأن توافقوا خلال السنوات من 1944 إلى 1946 على قتل رجال الجيش البريطانى. ومن أحداث هذه القضية التي سجلها لطفى جمعه ما كتبه في مذكراته يوم 16 إبريل سنة 1947 عن امتناع المتهمين عن دخول القفص بقاعة الجلسة قال:
| محمد لطفي جمعة                          | حضر المتهمون ورفضوا دخول القفص وقد أزال الموظفون الجزء الأعلى منه الذي كان جعله كقفص جوارح الطير في حديقة الحيوان، أما هذه المرة فقد جعلوا القفص من الحديد بحيث لا يمكن للأولاد أن يروا الوجوه بوضوح ولا يراهم أحد كذلك ولا يمكن الاتصال بهم بالأيدى ليتناولوا قدح ماء أو فنجان قهوة أو زجاجة ليموناده أو علبة سجائر أو لقمة يتبلغون بها، وهذا لون من الاضطهاد مع أن المتهم بالقتـل واحد، ثم إن نصف المتهمين مفرج عنهم، فدنوت منهم وسمعت أقوالهم فقالوا: نحن لا نصعد أبداً إلى هذا القفص. وفهمت من كلام رجـال البوليس وهم في هذه المرة قوة عظيمة العدد، فقصدت إلى كبيرهم وهو بكباشى وقلت له: أحذرك يا حضرة الضابط العظيم من استعمال القوة لإرغام هؤلاء الشبان على دخول القفص. فقال لى: صدرت أوامر بذلك ولكننى لا أفعل وإنما رئيس المحكمة أبى أن يدخل الجلسة إلا إذا دخلوا القفص. فوكلنى الأولاد في أن أقابله وأعرض عليه ظلامتهـم فقبلت، واستوقفنى الضابط العظيم وقال لى : هل عندك نسخة من كتاب ليالى الروح الحائر فقد قرأته وأنا في التعليم الثانوى وأنا الآن في الخامسة والخمسين من عمرى ولم أنسه، قلت له باسماً: ولكنه لم يمنعـك من خدمة البوليس ؟! فقال لى: العيش يا أستاذ... أنا ثائر ولكننى خاضع !! | محمد لطفي جمعة |
| — مذكرات محمد لطفي جمعة، محمد لطفي جمعة | |                |

أما أهم الأسباب التي أدت إلى اغتيال أمين عثمان فقد كانت - حسب ما جاء بتحقيقات القضية - أنه رجل عمل لمصالـح الإنجليز في مصر أكثر مما عمل لمصالح مصر لدى الإنجليز، وهو صاحب التعبير الخاص بزواج إنجلترا من مصر زواجاً كاثوليكيا وزواجـا أبدياً مما جعله محل شك كاد يصل أحياناً كثيرة إلى حد اليقين في موالاته للإنجليز وتغليب مصلحـة إنجلترا على مصلحة بلاده.
ولعل هذا السبب هو الذي دفع لطفى جمعه إلى أن يسأل الشاهد جلال الدين الحمامصي رئيس تحرير جريدة الزمان عن مقاصد الرابطة التي أنشأها أمين عثمان فقال: إنه كان يرمى من وراء إنشائها إيجاد صلة بين المصريين والإنجليز. فسأله لطفى جمعة: هل كانت هذه المقاصد ترمى إلى خدمة مصر كوطن أو إلى خدمة الإنجليز كدولة مستعمرة؟ فأجاب الشاهد أن الذي يعلمه عن أمين عثمان أنه لم يكن يرمى إلى خير البلاد. وقد اثير في القضية على لسان الدفاع والشهود العديد من القضايا السياسية أهمها تحرير مصر من الاستعمار البريطانى وحادث 4 فبراير سنة 1942 وأسلوب حزب الوفد في الحكم ومفاوضات معاهدة سنة 1936 وغير ذلك من القضايا السياسية مما كان يشغل الرأى العام في مصر حينذاك. أما هيئة الدفاع من المحامين فقد تناولت في مرافعاتها جميع هذه القضايا السياسية كما حملت على الإنجليز والصهيونية وحوادث فلسطين إذ ذاك وبالجملة العوامل العاطفية والوطنية ومعاناة المصريين من الاحتلال الأجنبى.

## الفلسفة الإسلامية والتصوف

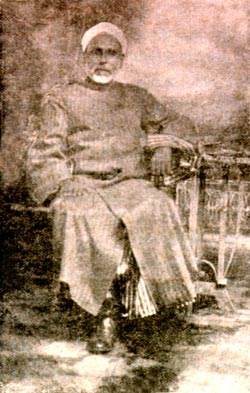
الشيخ طنطاوي جوهري

تتلمذ محمد لطفي جمعة على يد الشيخ طنطاوي جوهري في المدرسة الخديوية الثانوية، ثم اتصل بالشيخ محمد عبده فكان ذلك سبباً في اهتمامه بالفلسفة الإسلامية وتاريخها ورجالها فكتب أكثر من كتاب بين مطبوع ومخطوط في الفلسفة الإسلامية وعلوم التصوف الإسلامي كما صاحب عدد من مشاهير المتصوفين في عصره وأرخ لهم وسجل أحوالهم وأورادهم. من بين هذه المؤلفات "تاريخ فلاسفة الإسلام في المشرق والمغرب "، ترجمة حياة "الشيخ الصوفي محمد عبد السلام"، "خيار الأخيار في ترجمة خلاصة الصوفية (مخطوط)". كما كتب في السيرة النبوية "ثورة الإسلام وبطل الانبياء أبو القاسم محمد بن عبد الله" وكتابه الشهير "الشهاب الراصد" في نقد كتاب في الشعر الجاهلي لطه حسين وكتب تفسيراً للقران هو "نظرات عصرية في القران الكريم"، ودوّن رحلته للحج في كتاب تركه مخطوطاً ثم طبع عام وهو "الأيام المبرورة في البقاع المقدسة: رحلة الحج والزيارة على عهد الملك عبد العزيز آل سعود ".

### الشهاب الراصد

طه حسين

زار وفد من علماء الأزهر من بينهم يوسف الدجوي والشيخ عبد ربه مفتاح رئيس قسم الوعظ والإرشاد في الأزهر آن ذاك وغيرهم محمد لطفي جمعة في شهر يونيه سنة 1926م طالبين رفع دعوى قضائية على الدكتور طه حسين لما كتبه في كتاب «في الشعر الجاهلي»، وعرضوا عليه الكتاب فرفض الأتعاب وصمم على تأليف كتاب في الرد على طه حسين وكان هذا الكتاب هو الشهاب الراصد الذي نشر في 15 نوفمبر عام 1926.
وقد أعان لطفي جمعة في كتابه دراسته المستفيضة للفلسفة وخاصةً مذهب ديكارت الذي لجأ إليه طه حسين في كتابه ليشكك في الشعر الجاهلي ويدعي أنه منحول، كتب بعد الإسلام ونسب للشعراء الجاهليين وزاد طه حسين فنال من الإسلام والقرآن. فأوضح لطفي جمعة في الشهاب الراصد أن منهج ديكارت لـم يكن منهج شـكٍّ للشـك ذاته؛ إنما كان لإثبات اليقين. وأن طه حسين أفـرط في أهوائه، ولم يكن منهجيًا في بحثه إنما كان يتجنـّى على الشعراء، فيزعم أنّ بعضهم ضاع ذكره، والآخر ألفاظه سهلة، والآخر ألفاظه قاسية وينكر كما يشاء ويظن كما يشاء فليس من صفات الباحث العلمي أن يشكك لأجل الشك نفسه. وقد ساق الكثير من الحجج التي دحضـت منطق طه حسين تستند إلى أسـس علمية وتاريخية وكان واحد من كثيرين تصدوا لطه حسين ومنهم مصطفى صادق الرافعي والخضر حسين.

### لوي ماسينيون والحلاج
إتصل لطفي جمعة بالمستشرق الفرنسي لوي ماسينيون في عام 1937م على أثر مقالات نشرها لطفي جمعة في مجلة الرابطة العربية لصاحبها أمين سعيد في القاهرة عن الحلاج، فزار ماسينيون لطفي جمعة في بيته سنة 1940 وزاره لطفي جمعة في المعهد الفرنسي بالقاهرة قبيل سفره إلى الشام وقدم إليه بعض مؤلفاته كهدية، وفي عوده ماسينيون من الشام زاره مرة أخرى وتوالت الزيارات والمراسلات بينهما وكانت أغلب الحوارات تدور حول التصوف الإسلامي والحلاج على وجه الخصوص وهي موضوعات اهتم بها كلاهما طيلة حياتهما ولعلها كانت سبباً لكتابة لطفي جمعة مؤلف مخطوط لم يمهله القدر لإتمامه فتركه ناقصاً عن الحلاج:
| محمد لطفي جمعة                          | وعلى كل حال فأنني أحترم ماسينيون ولكن لا أحبه وأعجب بمهارته وسعة إطلاعه وخدمته للحلاج، وأفهم الآن أسباب صلاته بأهل العلم في الشرق وهو أن يكتب تقارير مطولة بصفته موظفاً كبيراً في وزارة الخارجية الفرنسوية عن سياحته في الشرق ويقدمها للحكومة فتتسع خططه في السياسة لأنه يعرف اللغات العربية والتركية والفارسية وله أصدقاء في القاهرة وبغداد وأنقرة وتونس ومراكش والجزائر ودمشق وبيروت بوصفه عالماً مستشرقاً، فهو جزء من الحكومة الفرنسوية متنقل في ربوع الشرق | محمد لطفي جمعة |
| — مذكرات محمد لطفي جمعة، محمد لطفي جمعة | |                |

## زواجه وابناؤه
تزوج محمد لطفي جمعة في عام 1918 من السيدة نفيسة محمد فهمي الابراشي وأنجب منها عشرة أبناء هم:
يحيى لطفي جمعة (1919-2001)، زكريا لطفي جمعة (1921-1998)، مطيعة لطفي جمعة (1922- 1959)، أنوار لطفي جمعة (1924)، رفيعة لطفي جمعة (1925- 2005)، معالي لطفي جمعة (1926- 1993)، ناجح لطفي جمعة (1927- 1927)، رابح لطفي جمعة (1928- 2003)، عبد المعين لطفي جمعة (1931- 1988) ومهدية لطفي جمعة (1933). سكن لطفي جمعة ضاحية منشية البكري بحي مصر الجديدة وبنا منزلاً عنوانه 4 شارع الأسيوطي، وظل يسكنه طيلة حياته. وقد قامت أسرته ببيع هذا المنزل في أوائل الثمانينيات من القرن الماضي.

## وفاته
توفي محمد لطفي جمعة بعد إصابته بجلطة دماغية مرض على أثرها مرضاً طويلاً ثم فارق الحياة متأثراً بمضاعفاتها في يوم 15 يونيو 1953م ودفن بالقاهرة.

## مذكراته
دأب لطفي جمعة على تسجيل يومياته منذ عام 1909، تتخللها فترات من الانقطاع قد تصل أحياناً إلى عدة شهور ثم لا يلبث أن يعاود التسجيل. وقد قدم إلى مذكراته بتقديم طويل يغطي فيه الفترة من 1886(سنة ميلاده) وحتى 1909(تاريخ بداية التدوين):
| محمد لطفي جمعة                                          | لمن أكتب هذه المذكرات؟ لله ولنفسي. ولا أظن أن أحداً يعرفها أو يدركها، وهي مكتوبة بسرعة وتحت تأثير ضغط شديد لأسري عن حالتي، وهي - كما يقال - نفثة مصدور، فإن رأسي كالمرجل الذي يغلي، وصدري يكاد ينفجر مما أرى وأسمع في هذا الوطن الأسيف. فعلى من يعثر عليها من أولادي أو الغرباء أن ينسقها وينشرها بعد موتي، وإن مد الله في أجلي فأنا أقوم بهذا العمل، لأنه يعطي صورة ولو ضعيفة عن هذا العصر وعن الحياة في مصر أثناء هذه الحرب، ويقيني أن كل مجهود في مصر ضائع وأن سادتها يعملون لمصلحتهم ولا يراعون الله ولا الضمير. | محمد لطفي جمعة |
| — مذكرات محمد لطفي جمعة -الجزء الأول 41، محمد لطفي جمعة | |                |

### أوجستا فيليبوفنا دامانسكي
طبعت مذكراته في عام 2000م في ثلاثة كتب، اثنان منهم بعنوان مذكرات محمد لطفي جمعة - شاهد على العصر(الجزء الأول- والثاني) والكتاب الثالث يدون علاقة لطفي جمعة بالاديبة الروسية أوجستا دامانسكي وصدر في عام 1999 بعنوان «تذكار الصبا- ذكرى 19 مارس» وفيه أجزاء كاملة من المذكرات بالإضافة إلى مجموعة من الرسائل التي أرسلتها أوجستا للطفي جمعة. نشأت بين لطفي جمعة وأوجستا علاقة عاطفية أفلاطونية دامت قرابة الأربع سنوات ومعها جاب ربوع أوروبا وسجل في مذكراته ما كان بينهما من أحاديث، ومراسلات، ثم فتور وفراق في فصل أسماه ذكرى 19 مارس وهو تاريخ أول لقاء جمعهما. إليها أهدى ترجمته «لكتاب الأمير» لمكيافيلي وفيها كتب مسرحية «قلب المرأة» وكتاب «تذكار الصبا - ذكرى 19 مارس» واستخدم إسماً مستعاراً مشتقاً من اسمها (أوجست فيليبوف) ليكتب على لسانه بعض مقالاته في مجلتي البلاغ الاسبوعي - 1930 والرابطة العربية - 1939 كما نشر بعض رسائلها على أنها موجهة إلى شاعر منتحر يدعى (بوبوف لدوفسكي) وهو الاسم الذي كانت أوجستا تدعوه به في رسائلها.

### جدل حول المذكرات
أثارت مذكرات لطفي جمعة جدلاً بين النقاد عند نشرها، فمنهم من أثنى عليها لما تحويه من تفاصيل دقيقة عن الحياة السياسية والأدبية والثقافية في مصر من (1909-1948) ومنهم من انتقدها نقداً لاذعاً لما ورد فيها من آراء شديدة الخصوصية تفتقر إلى الموضوعية 
يغلب عليها طابع التشاؤم والمرارة  دونها لطفي جمعة عن بعض أعلام الأدب والسياسة في عصره، كما انتقدت لحجب أجزاء منها عن النشر وصلت إلى عدة سنوات (1918-1921) وضعف تنسيقها (كإقحام مقالات ودراسات خارجة عن سياق المذكرات فيها) وقدأثقلت هذه المقالات المذكرات، لما فيها من تكرار لنفس الموضوعات السياسية، وأكثرت من عدد الصفحات بلا ضرورة وبعضها نشر كمقال مستقل في الصحف، مثل «الوحدة الوطنية بين المسلمين والأقباط وفكرة الفرعونية»، من مذكرات عام 1943 وشغل ست صفحات من ص 204 ــ 209  أو كاستقطاع أجزاء منها لتنشر في كتب مستقلة كعلاقة لطفي جمعة بالأديبة الروسية أوجاستا دامانسكي تذكار الصبا- ذكرى 19 مارس أو كعلاقته بالمستشرق الفرنسي لوي ماسينيون (تونس في كتابات لطفي جمعة - تأليف رابح لطفي جمعة - (تحت الطبع)) كما أن طباعتها في جزئين على مرحلتين (طبع الجزء الأول عام 2000 - وطبع الجزء الثاني عام 2002) أفقد العمل تماسكه.

## تحقيق ومراجعة مخطوطاته
| محمد لطفي جمعة                                       | وأحب أن أشير إلى أنني منذ سنة 1940 - وهو تاريخ آخر ما نشرت من الكتب "ثورة الإسلام وبطل الأنبياء" - عكفت على الكتابة والاختزان وكففت عن الطبع والنشر وجعلت هذه المخطوطات أمانة عند أولادي، وقد أشركت بعضهم في تحضيرها وتدوينها... | محمد لطفي جمعة |
| — مذكرات محمد لطفي جمعة -الجزء الأول، محمد لطفي جمعة | |                |

قام العديد من الأدباء بتحقيق ومراجعة ونقد مخطوطات محمد لطفي جمعة، على رأسهم ابنه رابح لطفي جمعة، الذي قام بفرز، وتنسيق، وجمع، وطباعه الكثير من أعمال لطفي جمعة المخطوطة، والتي كانت مدونة في أغلبها على هيئة مفكرات وأوراق حرة. كما قام الاديب أحمد حسين الطماوي والدكتور سيد علي إسماعيل والدكتور إبراهيم عوض بتحقيق ومراجعة العديد من المخطوطات بغرض ترتيبها، وإضافة الهوامش التوضيحية، والتعريف بمختلف الشخصيات التاريخية المذكورة في أوراق لطفي جمعة والتقديم لها. كما قاموا بعمل دراسات نقدية للأعمال المخطوطة.

## دراسات عن لطفي جمعة
قام العديد من الباحثين في الجامعات المصرية بعمل رسائل ماجستير ودكتوراه في النقد وأدب المسرحيات، والمقالات، والروايات الخاصة بلطفي جمعة، وصل عددهم إلى 10 رسائل علمية.
- كتب الدكتور أحمد حسين الطماوي:
  - "محمد لطفى جمعة بيوجرافيا وبيلوجرافيا [38] "
  - "محمد لطفي جمعة في موكب الحياة والادب [39]
- كتب الدكتور إبراهيم عوض:
  - كتاب د. محمد لطفي جمعة - قراءة في فكره الإسلامي [40]
- كتب رابح لطفي جمعة
  - «محمد لطفي جمعة»، سلسلة الأعلام، الهيئة المصرية العامة للكتاب، القاهرة، 1975م.
  - «محمد لطفي جمعة وهؤلاء الأعلام»، مطبعة الوزان، القاهرة، 1991.
- كما جمع وعلق على رسائل بعض المفكرين والأدباء إلى لطفي جمعة في كتاب:
  - «حوار المفكرين- رسائل أعلام العصر إلى محمد لطفي جمعة»
- وجمع بعض مقالات لطفي جمعة في كتاب:
  - «في الأدب والنقد»
- كتب ربيع إبراهيم سكر
  - «المفكر الموسوعي محمد لطفي جمعة (يناير 1886 ــ يونيه 1953) : حياته وآراؤه الإصلاحية ومعاركه الفكرية مع المستشرقين والمستغربين» [41]

## أعماله المطبوعة والمخطوطة
| محمد لطفي جمعة                                     | لطفي جمعة يمثل روح المدرسة الوسطى ذات الطابع المؤمن بالشرق والعرب والإسلام ومصر والموسوم بالمحافظة على مقومات فكرنا على أن نقتبس من الفكر الغربي ما يزيد شخصيتنا قوة وفكرنا حياة. ولا شك في أن آثاره المنشورة تمثل دائرة معارف كاملة في كل فن وعلم. فهو يلاحق الآثار الفكرية والأدبية والسياسية والاجتماعية ويولي الاهتمام بما يكتب عن الشرق والعرب ومصر. ويعرض مختلف نظريات الكتاب العالميين في الدين والموسيقى والتاريخ والاجتماع والنفس والفن، كما أنه لا يتوقف عند كتابة المقال الطويل، بل يكتب أيضاً المقال اليومي القصير، وهو من أوائل من كتبوا عن عصر النهضة النسائية في مصر. | محمد لطفي جمعة |
| — أعلام وأصحاب أقلام" (صفحات 335-341)، أنور الجندي | |                |

## نسبه
محمد لطفي جمعة · هو ابن الشريف جمعة · بن أبو الخير · بن شرف الدين · بن محمد · بن أبو الخير · بن شرف الدين · بن محمد · بن يونس · بن تاج الدين · بن نصر الدين · بن ناصر الدين · بن عمران · بن كمال الدين · بن عمران · بن موسى بن عمران الكبير · بن موسى أبو العمران · بن عبد العزيز أبو المجد · بن علي قريش · بن محمد أبو الرضا · بن محمد أبو النجا · بن زين العابدين · بن عبد الخالق · بن محمد أبي الطيب · بن عبد الله محمد الكاتم · بن عبد الخالق · بن موسى · بن القاسم · بن إدريس · بن جعفر الزكي · بن الإمام علي الهادي · بن الإمام محمد الجواد · بن الإمام علي الرضا · بن الإمام موسى الكاظم · بن الإمام جعفر الصادق · بن الإمام محمد الباقر · بن الإمام علي زين العابدين · بن الإمام الحسين · بن الإمام · علي بن أبي طالب · والسيدة فاطمة الزهراء · بنت سيدنا
محمد رسول الله صلى الله عليه وسلم. ·